# Giba (volleybollspelare)

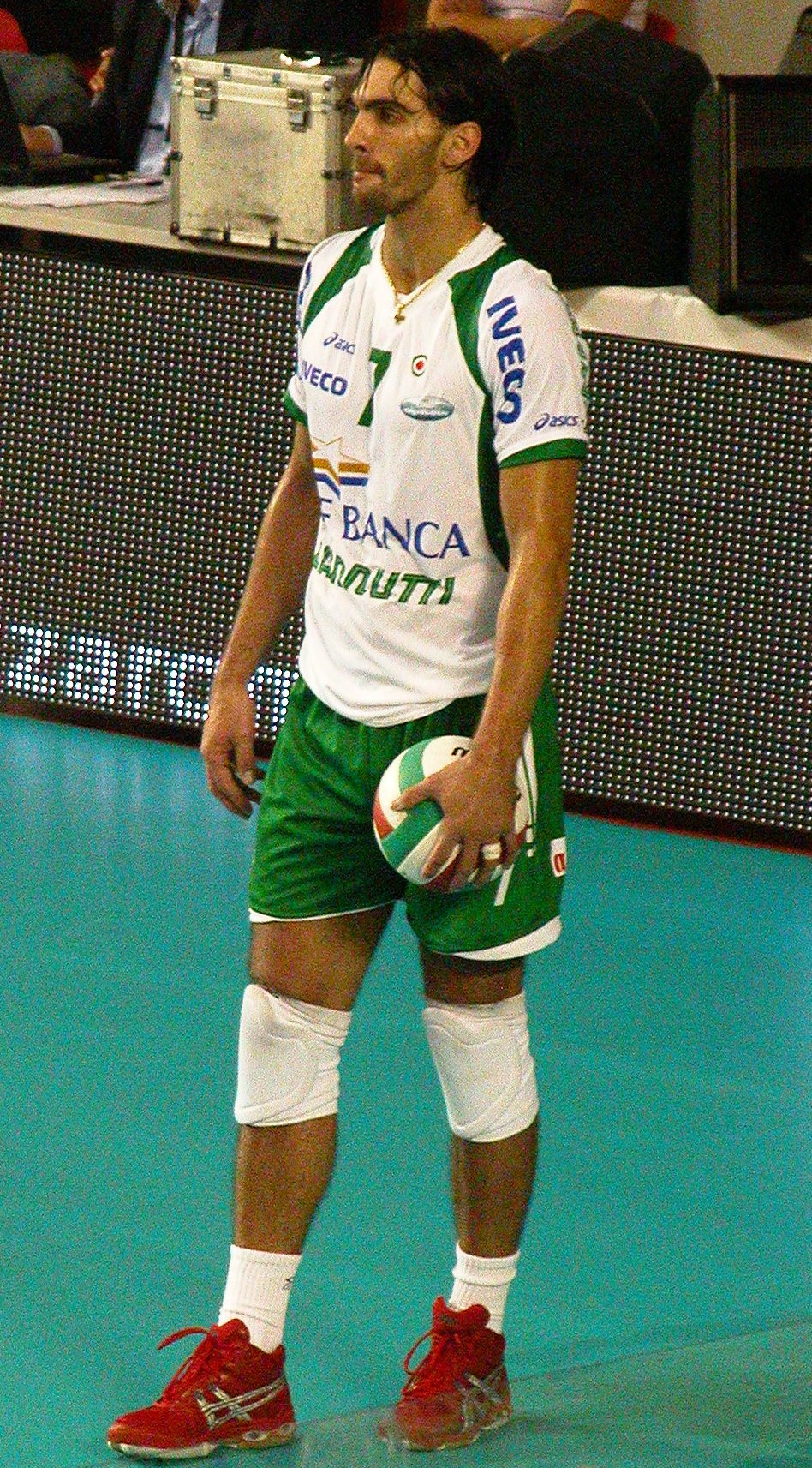
Giba 2007

Gilberto Amauri de Godoy Filho känd som 'Giba född 26 december 1976 i Londrina, är en brasiliansk volleybollspelare.

## Klubbar
- Personal Bolívar